# Tn3270
tn3270 ist eine spezielle Variante von Telnet, die zur Kommunikation zwischen IBM 3270-Terminals und Großrechnern verwendet wird. Im Gegensatz zu üblichen Unix-Terminals, die zeilenorientiert sind, sind 3270-Terminals feldorientiert. Normale Telnet-Sessions funktionieren deshalb nicht zufriedenstellend. Als Zeichenkodierung wird EBCDIC verwendet. Die ehemaligen 3270-Terminals werden heute unter Windows und Linux emuliert, gängige Produkte sind Host On-Demand (HOD) und IBM Personal Communications (PCom). Der TN3270-Server verschlüsselt auf Wunsch mit SSL/TLS oder transparent mit AT-TLS. 